# Fred Williams (hockey sur glace)
Pour les articles homonymes, voir Fred Williams et Williams.
Fred Williams (né le 1er juillet 1956 à Saskatoon au Canada) est un joueur professionnel de hockey sur glace.

## Carrière
Choisi à la draft 1976 en 4e position par les Red Wings de Détroit, il commence sa carrière dans la Ligue nationale de hockey lors de la saison 1976 avec la franchise du Michigan.
Il ne joue qu'une saison dans la LNH avant de rejoindre les rangs des équipes de la Ligue américaine de hockey et notamment les Mariners du Maine où il termine sa carrière de joueur.

## Statistiques
| Saison     | Équipe                    | Ligue      |    | Saison régulière | Saison régulière | Saison régulière | Saison régulière | Saison régulière |   | Séries éliminatoires | Séries éliminatoires | Séries éliminatoires | Séries éliminatoires | Séries éliminatoires |
| Saison     | Équipe                    | Ligue      | PJ | B                | A                | Pts              | Pun              | PJ               | B | A                    | Pts                  | Pun                  |                      |                      |
| 1971-1972  | Blades de Saskatoon       | WCJHL      | 54 | 7                | 9                | 16               | 6                |                  |   |                      |                      |                      |                      |                      |
| 1972-1973  | Blades de Saskatoon       | WCJHL      | 67 | 7                | 18               | 25               | 24               |                  |   |                      |                      |                      |                      |                      |
| 1973-1974  | Blades de Saskatoon       | WCJHL      | 67 | 16               | 20               | 36               | 46               |                  |   |                      |                      |                      |                      |                      |
| 1974-1975  | Blades de Saskatoon       | WCJHL      | 59 | 21               | 49               | 70               | 61               | 17               | 8 | 16                   | 24                   | 43                   |                      |                      |
| 1975-1976  | Blades de Saskatoon       | LHOu       | 72 | 31               | 87               | 118              | 129              | 20               | 7 | 20                   | 27                   | 20                   |                      |                      |
| 1976-1977  | Reds de Rhode Island      | LAH        | 34 | 7                | 19               | 26               | 24               |                  |   |                      |                      |                      |                      |                      |
| 1976-1977  | Red Wings de Détroit      | LNH        | 44 | 2                | 5                | 7                | 10               |                  |   |                      |                      |                      |                      |                      |
| 1977-1978  | Red Wings de Kansas City  | LCH        | 32 | 0                | 6                | 6                | 12               |                  |   |                      |                      |                      |                      |                      |
| 1977-1978  | Firebirds de Philadelphie | LAH        | 35 | 5                | 11               | 16               | 22               | 4                | 2 | 3                    | 5                    | 2                    |                      |                      |
| 1979-1980  | Mariners du Maine         | LAH        | 73 | 17               | 34               | 51               | 26               | 12               | 5 | 13                   | 18                   | 8                    |                      |                      |
| 1980-1981  | Mariners du Maine         | LAH        | 79 | 21               | 34               | 55               | 78               | 20               | 8 | 8                    | 16                   | 20                   |                      |                      |
| 1981-1982  | Mariners du Maine         | LAH        | 46 | 6                | 26               | 32               | 44               | 3                | 0 | 0                    | 0                    | 2                    |                      |                      |
| Totaux LNH | Totaux LNH                | Totaux LNH | 44 | 2                | 5                | 7                | 10               |                  |   |                      |                      |                      |                      |                      |

## Transactions en carrière
- 15 septembre 1979 : signe comme agent-libre avec les Flyers de Philadelphie.

## Parenté dans le sport
- Frère de l'ancien joueur de hockey Gord Williams.